# Museum De Buitenplaats
Drents Museum De Buitenplaats in de Drentse plaats Eelde bestaat sinds 1996. Sinds 2024 is het een onderdeel van het Drents Museum te Assen. De buitenplaats omvat het 17de-eeuwse Nijsinghhuis met een oranjerie uit 2006, een 20ste-eeuws museumpaviljoen en een brasserie. Ook is er sinds het jaar 2000 een grote museumtuin. Opvallend is de organische stijl van sommige gebouwen. Het Drentse Landschap is eigenaar van de buitenplaats en verantwoordelijk voor het beheer. In het paviljoen is vooral kunst uit de art nouveau-periode te zien.

## Geschiedenis
Museum De Buitenplaats vindt zijn oorsprong in het zeventiende-eeuwse Nijsinghhuis. Dit gebouw verkeerde in ernstig vervallen staat toen het echtpaar Van Groeningen-Hazenberg het in 1971 kocht van de toenmalige gemeente Eelde. De restauratie van het huis mondde uit in een ander project: de bouw van een museum voor de groeiende collectie hedendaagse figuratieve, realistische kunst van het echtpaar. Langzamerhand ontstond het idee voor een driedelig museumplan dat bestond uit de restauratie, verfraaiing en openstelling van het Nijsinghhuis, een museumpaviljoen waarin de collectie getoond kon worden en de reconstructie van de tuinen rondom het Nijsinhhuis.
In 1991 riep het echtpaar Van Groeningen de Stichting Het Nijsinghhuis in het leven voor de bouw van een kunstpaviljoen. De directe aanleiding was een plan van de gemeente Eelde voor het bouwen van een flatgebouw tussen het Nijsinghhuis en de monumentale middeleeuwse dorpskerk. Het echtpaar kreeg van de gemeente een jaar om een alternatief plan te ontwikkelen en te financieren. De investeringskosten bedroegen 5 miljoen gulden (ongeveer 2,3 miljoen euro). De plannen van het echtpaar werden gesteund door de kunsthistorici Diederik Kraaijpoel en Henk van Os. Mede dankzij een subsidie van de Europese Unie kwam de financiering rond en gaf de gemeente Eelde groen licht voor het plan. Daarbij werd de grond, die ooit bij het Nijsinghhuis had gehoord, in erfpacht gegeven.
In 1996 waren museumgebouw en museumcafé voltooid. Op 9 oktober van dat jaar werd het museum door koningin Beatrix geopend.

## Nijsinghhuis
Het Nijsinghhuis, voormalig gemeentehuis van Eelde, kon worden aangekocht voor het symbolische bedrag van 1 gulden. Het huis dateert als huis van de schulte van Eelde van 1654 en diende later als buitenverblijf van de familie Nijsingh. Met de koop verplichtten de Van Groeningens zich het huis te restaureren. In 1972 werd begonnen met renovatie van het huis en aanleg van de tuin.
In 1983 vroegen de Van Groeningens Matthijs Röling om de wanden in het voorhuis te beschilderen. De kunstenaar beschilderde de voormalige raadzaal met opvallend ultramarijne verf, waardoor deze nu bekend staat als de Blauwe Kamer. Hierna volgden de muren van de bibliotheek en de entreehal. Samen met Wout Muller voorzag Röling het plafond van de entreehal van een sterrenhemel. Wout Muller schiep in het achterhuis daarnaast een erotisch kabinet. De ramen van dit kabinet kijken uit op de tuin, prominent aanwezig op de geschilderde panelen. Op de eerste verdieping van het Nijsinghhuis beschilderden Clary Mastenbroek en Olga Wiese elk een ruimte. Pieter Pander voorzag de achterwand van het koetshuis van een wandschildering.
Het Nijsinghhuis werd bewoond door de eigenaars. In deze periode werd het huis regelmatig opengesteld voor publiek dat dan werd rondgeleid. Sinds het overlijden van Jos van Groeningen in december 2018 wordt het huis niet meer bewoond en maakt het deel uit van Museum De Buitenplaats.

## Museumpaviljoen

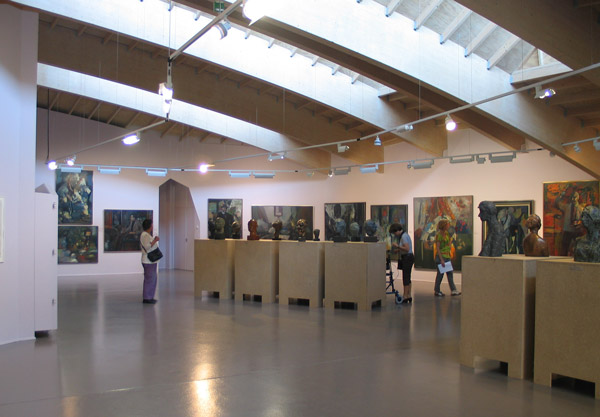
Interieur van het museumpaviljoen

Het museumpaviljoen is ontworpen door Ton Alberts van Architectenbureau Alberts en Van Huut, bekend van de nieuwbouw van het hoofdkantoor van de Gasunie en de voormalige NMB-bank in Amsterdam Zuidoost. De menselijke maat, de integratie tussen architectuur en natuur en het welbevinden van de gebruiker zijn belangrijke uitgangspunten bij ontwerpen van Ton Alberts en Max van Huut.
Bij het ontwerp van het paviljoen werkte Ton Alberts nauw samen met landschapsarchitect Jørn Copijn, zodat architectuur en natuur op deze plaats werden geïntegreerd. De aflopende daken met begroeiing lopen vloeiend over in de museumtuin. De buitenmuren laten glooiende vormen zien, die terug te vinden zijn in het plantanenprieel en de dwaaltuin. Tussen het paviljoen en Brasserie Röling bevindt zich een groen amfitheater dat uitzicht biedt op het buitenpodium dat aan het paviljoen grenst. Op dit podium vinden in de zomermaanden evenementen plaats. Het museumpaviljoen wordt aan deze zijde van de museumtuin en het amfitheater gescheiden door een gracht.
De museumzaal is een grote ruimte met een halve tussenverdieping. In het gebouw bevindt zich ook een museumshop.

## Museumtuin

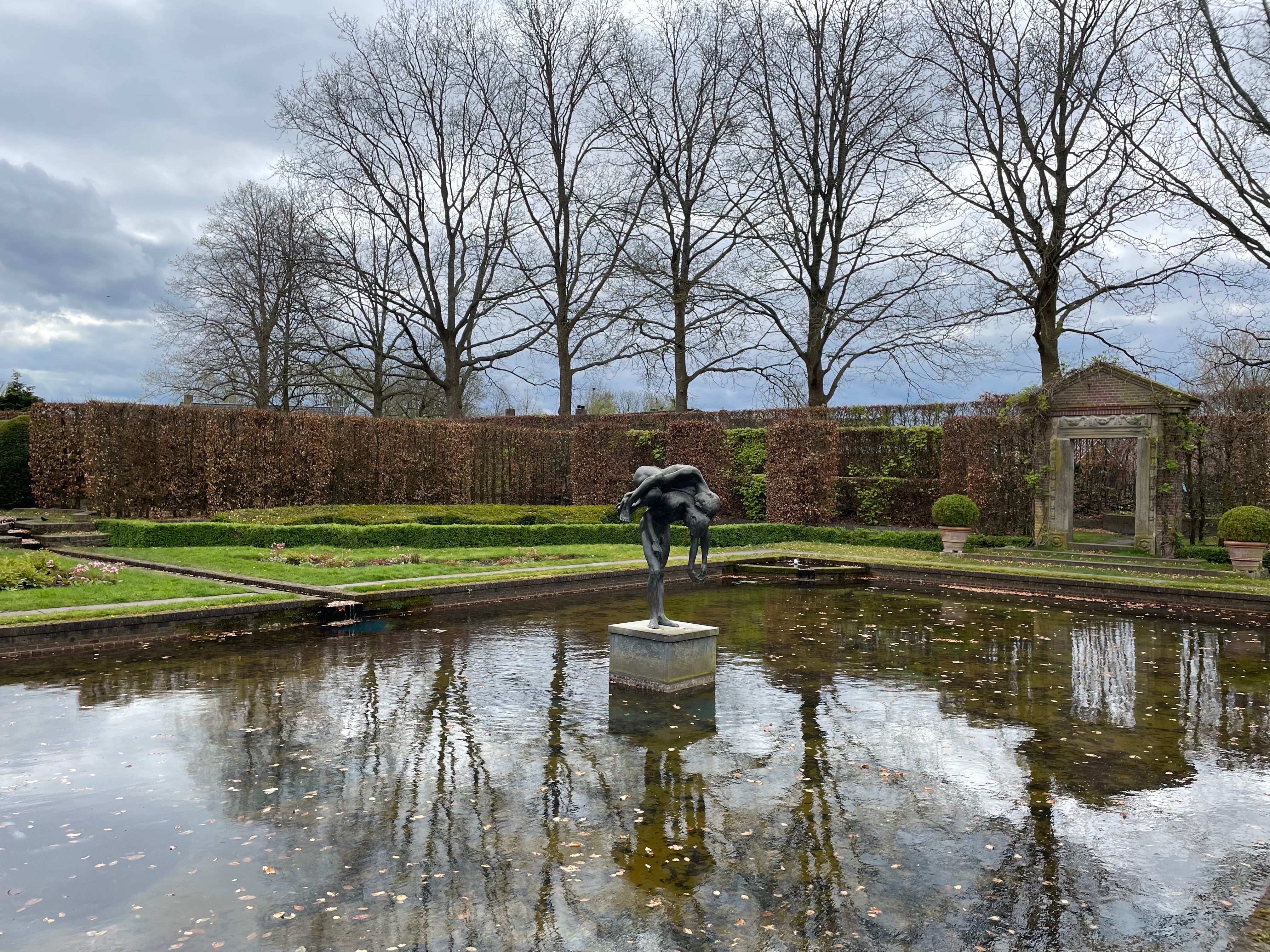
Deel van de informele tuin

De museumtuin is ontworpen door Janneke van Groeningen-Hazenberg, Jørn Copijn en Charlotte Korthals-Altes. De tuin is een hectare groot en verbindt het Nijsinghhuis, het museumgebouw, Brasserie Röling en de oranjerie. Op 8 juli 2000 werd de tuin geopend door politica Margreeth de Boer.
De tuin is opgedeeld in drie kamers: een dwaaltuin, een vijvertuin en een historische appelhof. De tuin kent een organisch en een formeel gedeelte. Het deel dat direct aan het Nijsinghhuis grenst kent een formeel plan in de traditie van de barok. Hier bevindt zich een spiegelvijver met hierin het bronzen beeld 'Atlas' van Lotta Blokker. Richting het museumpaviljoen gaat de tuin over in een organische stijl, passend bij de architectuur van het museumpaviljoen en de brasserie. Ook de stapelmuren van rode baksteen, het werk van kunstenaar Pieter Jan Kuiken dragen bij aan de organische uitstraling.
Aan de noordzijde van de tuin bevindt zich de appelhof met 21 verschillende oude appelrassen. Ze kwamen al voor op de rassenlijst van Ludolf Nijsingh uit 1716. Met behulp van deze lijst is de oorspronkelijke appelhof deels hersteld. De museumtuin wordt aan deze zijde begrensd door een klassieke slangenmuur zoals die in de zeventiende en achttiende eeuw veelvuldig aanwezig was op buitenplaatsen.

## Oranjerie
De in 2006 gebouwde oranjerie is onderdeel van het museumcomplex. Hij werd opgetrokken in een klassieke stijl, waarbij deels gebruik werd gemaakt van oude bouwmaterialen. Het interieur bevat marmeringen van Helmer Hut, houtsnijwerk door Maarten Robert en een zonnewijzer. De oranjerie wordt gebruikt voor bijeenkomsten zoals huwelijksvoltrekkingen, vergaderingen en workshops.

## Brasserie Röling
Deze horecagelegenheid is gebouwd in een organische stijl en net als het museumpaviljoen ontworpen door Ton Alberts van Alberts en Van Huut. De brasserie biedt uitzicht op het museumpaviljoen en de museumtuin.

## Art nouveau
De Buitenplaats is onderdeel van het Drents Museum. Kunst uit de art nouveau speelt de hoofdrol, met als uitgangspunt de collectie van het Drents Museum. Kunst van rond 1900 is een van de vijf deelcollecties van het Drents Museum.

## Exposities
Jaarlijks zijn er twee wisselexposities in het museumpaviljoen, waar gestreefd wordt naar een nationale en een internationale tentoonstelling. 

### Recente tentoonstellingen
- Power to the Flower - Bloemen in de art nouveau, 2024
- De Verbinding - De Buitenplaats ontmoet Drents Museum, 2024
- Tijdsbeeld - Tien jaar aanwinsten, 2023
- Vrouwen van De Buitenplaats, 2023
- Match - Museum De Buitenplaats 1 op 1 met het Rijksmuseum, 2023
- Tjibbe Hooghiemstra - Water, 2023
- Verstild Bezit - Het depot belicht, 2022
- Ogentroost - Uit de kunstcollectie van het UMCG, 2022
- Vondsten uit het Nijsinghhuis - Ferdinand Erfmann en Herman Gordijn, 2022
- 25 jaar Museum De Buitenplaats - Beeld van een verzameling, 2021